# Getlav
Getlav (Flavoparmelia caperata) är en lavart som först beskrevs av L., och fick sitt nu gällande namn av Hale. Getlav ingår i släktet Flavoparmelia och familjen Parmeliaceae.  Arten är reproducerande i Sverige. Inga underarter finns listade i Catalogue of Life.

## Källor
